# Aymen Sliti
Aymen Sliti (Hengelo, 24 maart 2006) is een Nederlands-Tunesisch voetballer die bij voorkeur als linksbuiten speelt. Hij staat tot medio 2026 onder contract bij Feyenoord. 

## Clubcarrière

### Beginjaren
Sliti groeide op in het oosten van Nederland en begon met voetballen bij HVV Tubantia. Later maakte hij een overstap naar FC Twente. Na vijf jaar werd hij opgepikt door Feyenoord, waar hij een groot deel van de jeugd doorliep.

### Feyenoord
Door vele blessures zat Sliti in het seizoen 2024/25 regelmatig bij de wedstrijdselectie van Feyenoord 1. Op 11 maart 2025 maakte Sliti zijn officiële debuut in het elftal, tijdens de uitwedstrijd tegen Internazionale in de achtste finale van de UEFA Champions League. De wedstrijd in Milaan werd met 2-1 verloren en daardoor werd Feyenoord uitgeschakeld. 
Op 16 maart maakte hij zijn debuut in de Eredivisie tegen FC Twente, waar hij eerder in de jeugd heeft gespeeld. Hij verving in de 82e minuut Gijs Smal en scoorde 8 minuten later zijn eerste goal op aangeven van Igor Paixão. Zijn doelpunt zette de eindstand op het bord, de wedstrijd eindigde in 2-6 voor de Rottendammers. In zijn eerste seizoen kwam Sluit tot 5 wedstrijden waarin hij een keer scoorde.

## Clubstatistieken
| Seizoen                    | Club           | Competitie     | Competitie | Competitie | Beker | Beker | Int. | Int. | Overig | Overig | Totaal | Totaal |
| Seizoen                    | Club           | Competitie     | Wed.       | Dlp.       | Wed.  | Dlp.  | Wed. | Dlp. | Wed.   | Dlp.   | Wed.   | Dlp.   |
| -------------------------- | -------------- | -------------- | ---------- | ---------- | ----- | ----- | ---- | ---- | ------ | ------ | ------ | ------ |
| 2024/25                    | Feyenoord      | Eredivisie     | 4          | 1          | 0     | 0     | 1    | 0    | 0      | 0      | 5      | 1      |
| Clubtotaal                 | Clubtotaal     | Clubtotaal     | 4          | 1          | 0     | 0     | 1    | 0    | 0      | 0      | 5      | 1      |
| Carrièretotaal             | Carrièretotaal | Carrièretotaal | 4          | 1          | 0     | 0     | 1    | 0    | 0      | 0      | 5      | 1      |
| Bijgewerkt op 25 juni 2025 |                |                |            |            |       |       |      |      |        |        |        |        |

## Erelijst
| EK Onder 19 | 1x | 2025 |